# Pavel Kouba
Pavel Kouba (Kladno, 1 de setembro de 1938 - 13 de setembro de 1993) foi um futebolista checo, que atuava como goleiro.

## Carreira
Pavel Kouba fez parte do elenco da Seleção Tchecoslovaca que disputou a Copa do Mundo de 1962.

## Ligações Externas
- Perfil (em inglês)